# Oxyethira macrosterna
Oxyethira macrosterna är en nattsländeart som beskrevs av Oliver S. Flint Jr. 1974. Oxyethira macrosterna ingår i släktet Oxyethira och familjen smånattsländor. Inga underarter finns listade i Catalogue of Life.